# Journal pour mon père et ma mère
Série
Journal à mes amours
(1987)
Pour plus de détails, voir Fiche technique et Distribution.
Journal pour mon père et pour ma mère (Napló apámnak, anyámnak) est un film hongrois réalisé par Márta Mészáros, sorti en 1990.

## Synopsis
Juli, une orpheline, traverse la révolution hongroise de 1956.

## Fiche technique
- Titre : Journal pour mon père et pour ma mère
- Titre original : Napló apámnak, anyámnak
- Réalisation : Márta Mészáros
- Scénario : Márta Mészáros et Éva Pataki
- Musique : Zsolt Döme
- Photographie : Nyika Jancsó
- Montage : Éva Kármentõ
- Production : Gábor Hanák
- Société de production : Budapest Filmstúdió et Hungarofilm
- Pays de production :  Hongrie
- Genre : Biopic et drame
- Durée : 119 minutes
- Dates de sortie : 
  - Hongrie : 21 juin 1990

## Distribution
- Zsuzsa Czinkóczi : Juli
- Jan Nowicki : János
- Mari Törőcsik : Vera
- Ildikó Bánsági : Ildi
- Anna Polony : Magda
- Irina Kuberskaya : Anna Pavlovna
- Adél Kováts : Natasa
- Erzsébet Kútvölgyi : Erzsi

## Distinctions
Le film a obtenu le prix du meilleur film et de la meilleure actrice pour Zsuzsa Czinkóczi au festival EuropaCinema.